# Avril 1931

## Événements
- Scission dans le mouvement indépendantiste aux Indes orientales néerlandaises. Ceux qui restent fidèles au programme du PNI fondent le Partindo (Partai Indonesia). Sukarno les rejoint à sa sortie de prison en 1932. Estimant que toute action de masse est pour l’instant vouée à l'échec et que l'essentiel est de poursuivre un travail d'éducation, Sutan Sjahrir et le docteur Mohammad Hatta créent le Golongan Merdeka (Groupe indépendant), futur Club Pendidikan Nasional Indonesia (Club de l’éducation nationale indonésienne). Dans la même période, une scission se produit au sein du Sarekat Islam (PSII) : un groupe dirigé par le docteur Sukiman Wirjosandjojo et Abikusno Tjokrosujoso est surtout inspiré par des préoccupations religieuses et Hadji Agus Salim fonde le Penjedar Barisan PSII.

- 1er au 10 avril : un équipage britannique relie Londres et Port-Darwin (Australie) en avion, soit 16 410 km, en 9 jours, 4 heures et 11 minutes.
- 4 avril :
  - début de la révolte de Madère (défaite le 2 mai 1931).
  - début de la croisière jaune, expédition organisée par Citroën entre Beyrouth et la Chine par la route de la soie.
- 8 avril : mariage au Palais d'Orléans à Palerme de l'héritier à la prétendance orléaniste au trône de France. Henri d'Orléans (1908-1999), « comte de Paris », épouse Isabelle d'Orléans et Bragance (1911-2003). Un parterre d'altesses royales et impériales représentant l'ensemble des monarchies européennes assistent à l'événement et des milliers de monarchistes français, notamment d'Action française, ont fait le déplacement.
- 12 avril, Espagne : les républicains triomphent aux élections municipales dans les grandes villes, à la surprise générale. Le roi est désavoué. Le gouvernement abandonne le pouvoir.
- 14 avril : 
  - La démission du cabinet Osachi Hamaguchi au Japon met fin à une timide expérience de démocratie constitutionnelle.
  - La république est proclamée et le comité révolutionnaire devient le gouvernement provisoire. Le modéré Alcalá Zamora inaugure le bienio réformateur. Le roi Alphonse XIII d'Espagne quitte l’Espagne pour l’exil, mais il n’abdique pas.
- 19 avril : 
  - gouvernement d’union nationale de Nicolae Iorga en Roumanie (fin en 1932).
  - Grand Prix automobile de Monaco.
- 27 avril : en Indochine française, fusion de Saigon et de la ville chinoise de Cholon, pour former l'actuelle Hô-Chi-Minh-Ville.

## Naissances
- 2 avril : Joseph Joffo, écrivain français, auteur notamment d’Un sac de billes († 6 décembre 2018).
- 3 avril : Dominique Paturel, acteur français († 28 février 2022).
- 4 avril : Catherine Tizard, femme politique, gouverneur général de Nouvelle-Zélande  († 31 octobre 2021).
- 6 avril : Ivan Dixon : acteur américain (Sergent James Kinchloe, dit « Kinch », dans la série Papa Schultz) († 16 mars 2008).
- 7 avril : Daniel Ellsberg, économiste et lanceur d'alertes américain  († 16 juin 2023).
- 8 avril : Christine Fabréga, actrice et animatrice de télévision française († 11 juin 1988).
- 9 avril : Richard Bennett Hatfield, premier ministre du Nouveau-Brunswick  († 26 avril 1991).
- 11 avril : Sergio Sebastiani, cardinal italien, président émérite des affaires économiques du Saint-Siège († 16 janvier 2024).
- 13 avril :
  - Michel Deville, réalisateur français († 16 février 2023).
  - Robert Enrico, cinéaste français († 23 février 2001).
- 22 avril : John Buchanan, premier ministre de la Nouvelle-Écosse († 3 octobre 2019).
- 23 avril : Chuck Feeney, homme d'affaires américain († 9 octobre 2023).
- 24 avril : Bernhard Casper, philosophe allemand († 8 juin 2022).
- 26 avril :
  - Paul Almond, scénariste, réalisateur et producteur canadien († 9 avril 2015).
  - Øyvind Bjorvatn, homme politique norvégien († 9 février 2015).
  - Fernand Leredde, éleveur de chevaux de sport français († 27 février 2017).
- 29 avril : Frank Auerbach, artiste britannique († 11 novembre 2024).
- 30 avril :
  - Stephen Dartnell, acteur britannique († 1994).
  - Willy Harlander, acteur allemand († 20 avril 2000).

## Décès
- 2 avril : André Michelin, ingénieur et industriel français.
- 9 avril : Tom Santschi, acteur américain.
- 23 avril : Jean-Victor Augagneur, homme politique français.